# Sofia Palkina
Sofia Palkina (Rusia, 9 de junio de 1998) es una atleta rusa especializada en la prueba de lanzamiento de martillo, en la que consiguió ser campeona mundial juvenil en 2015.

## Carrera deportiva
En el Campeonato Mundial Juvenil de Atletismo de 2015 ganó la medalla de oro en el lanzamiento de martillo, con una marca de 67.82 metros, superando a la turca Deniz Yaylaci (plata con 67.01 metros) y a la china Shang Ningyu.